# Robert Dados
Robert Dados (ur. 15 lutego 1977 w Piotrowicach Wielkich, zm. 30 marca 2004 w Lublinie) – polski żużlowiec.

## Życiorys
Rozpoczynał treningi w Motorze Lublin, w barwach tego klubu jeździł do 1995 (spadek Motoru z I ligi); przeszedł następnie do GKM Grudziądz, potem do Atlasu Wrocław. Czołowy polski żużlowiec drugiej połowy lat 90. Indywidualny mistrz świata juniorów z 1998 roku.
W 2000 przeżył ciężki wypadek motocyklowy na ulicy Gen. Józefa Hallera w Grudziądzu – z tym zajściem lekarze kojarzyli prześladujące Dadosa stany depresyjne, które w 2003 doprowadziły go do prób samobójczych. W styczniu podciął sobie żyły (uratował go mechanik), a w marcu próbował się powiesić (uratowała go żona). 23 marca 2004 powiesił się w stodole w rodzinnym domu w Piotrowicach Wielkich. Po 40 minutach znalazł się w lubelskim szpitalu i przez tydzień leżał w nim w stanie śmierci klinicznej. Po tygodniu zmarł.
Z żoną Agnieszką miał syna Denisa.
28 lutego 2018 r. Rada Miasta Grudziądz uchwaliła zmianę nazwy ulicy z ul.Olimpijskiej na ul. imienia Roberta Dadosa przy bramie głównej stadionu GKM-u.

## Kluby
Liga polska
- Motor Lublin – 1993–1995
- GKM Grudziądz – 1996–2000
- WTS Atlas Wrocław – 2001–2003
- TŻ Lublin – 2004 Pośmiertnie

Liga duńska
- Herning

Liga szwedzka
Indianerna Kumla – 2002–2004

## Starty w Grand Prix
| Sezon | Numer | 1     | 2     | 3     | 4     | 5        | 6     | 7   | 8   | 9   | Msc. | Pkt. |
| ----- | ----- | ----- | ----- | ----- | ----- | -------- | ----- | --- | --- | --- | ---- | ---- |
| 1998  | 23    | CZE   | DEU   | DNK   | GBR   | SWE      | POL 1 |     |     |     | 33   | 1    |
| 1999  | 21    | CZE 4 | SWE 4 | POL 4 | GBR 1 | POL II 2 | DNK 5 |     |     |     | 21   | 20   |
| 2003  | 28    | EUR   | SWE   | GBR   | DNK 3 | SVN      | SCA   | CZE | POL | NOR | 39   | 3    |

| Statystyki        | Statystyki |
| ----------------- | ---------- |
| Starty            | 8          |
| Zwycięstwa        | 0          |
| Miejsca na podium | 0          |
| Finalista         | 0          |
| Punkty            | 24         |

## Osiągnięcia
Indywidualne mistrzostwa świata
- 1998 – 24 msc w GP Polski (wyniki)
- 1999 – cały cykl – 21. miejsce w klasyfikacji końcowej (najlepiej w GP Danii)
- 2003 – GP Danii (wyniki) (zastąpił kontuzjowanego zawodnika)

Indywidualne mistrzostwa świata juniorów
- 1998 – 1. miejsce (Piła)

Drużynowe mistrzostwa świata
- 1998 – 6. miejsce (Vojens, Dania)

Indywidualne mistrzostwa Polski
- 1999 – 6. miejsce (Bydgoszcz)
- 2001 – 6. miejsce (Bydgoszcz)
- 2002 – 16. miejsce (Toruń)

Młodzieżowe indywidualne mistrzostwa Polski
- 1995 – 14. miejsce (Rzeszów)
- 1997 – 16. miejsce (Częstochowa)
- 1998 – 1. miejsce (Grudziądz)

Mistrzostwa Polski par klubowych
- 1997 – 6. miejsce (Bydgoszcz)
- 1999 – 7. miejsce (Leszno)
- 2000 – 7. miejsce (Wrocław)
- 2002 – 6. miejsce (Wrocław)

Młodzieżowe mistrzostwa Polski par klubowych
- 1994 – 6. miejsce (Krosno)
- 1995 – 7. miejsce (Piła)
- 1997 – 4. miejsce (Rzeszów)
- 1998 – 5. miejsce (Piła)

Drużynowe mistrzostwa Polski
- 2001 – 2. miejsce (WTS Wrocław)
- 2002 – 3. miejsce (WTS Wrocław)

Młodzieżowe drużynowe mistrzostwa Polski
- 1998 – 1. miejsce (Grudziądz)
- 1999 – 3. miejsce (Gniezno)

Turniej o Złoty Kask
- 1997 – 16. miejsce (Wrocław)
- 1998 – 5. miejsce (Wrocław)
- 1999 – 7. miejsce (Wrocław)
- 2002 – 11. miejsce (Bydgoszcz)

Turniej o Srebrny Kask
- 1995 – rezerwowy (Toruń)
- 1997 – 4. miejsce (Leszno)
- 1998 – 12. miejsce (Leszno)

Turniej o Brązowy Kask
- 1995 – 4. miejsce (Lublin)

Drużynowy Puchar Polski na żużlu
- 1994 – 2. miejsce (Motor Lublin)

## Inne ważniejsze turnieje
| Osiągnięcia: | Osiągnięcia: | 8. miejsce (1999) | 8. miejsce (1999) | 8. miejsce (1999) | 8. miejsce (1999) |
| Sezon        | Miasto       | Msc               | Pkt               | Biegi             | Kluby             |
| 1999         | Gorzów Wlkp. | 9                 | 8                 | (1,3,3,0,1)       | Grudziądz         |
| 2001         | Gorzów Wlkp. | 12                | 6                 | (1,2,2,0,1)       | Wrocław           |